# Марсель Янсен
Марсель Янсен (нім. Marcell Jansen, нар. 4 листопада 1985, Менхенгладбах) — колишній німецький футболіст, захисник.
Виступав за «Боруссію» (Менхенгладбах), «Баварію» та «Гамбург», а також національну збірну Німеччини. Дворазовий бронзовий призер чемпіонатів світу (2006, 2010), срібний призер Євро-2008.

## Клубна кар'єра
Народився 4 листопада 1985 року в Менхенгладбаху. Вихованець футбольної школи «Боруссія» (Менхенгладбах). Дорослу футбольну кар'єру розпочав 2004 року в основній команді того ж клубу, в якій провів три сезони, взявши участь у 73 матчах чемпіонату. Більшість часу, проведеного у складі «Боруссії», був основним гравцем захисту команди.

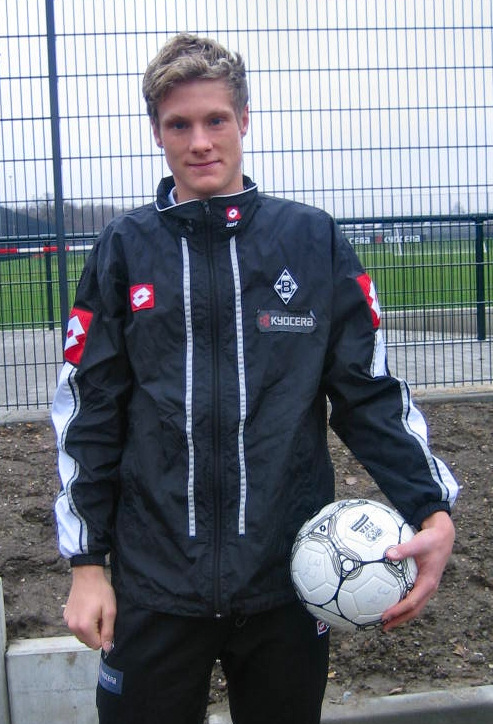
Марсель Янсен у формі «Боруссії»

Своєю грою за цю команду привернув увагу представників тренерського штабу «Баварії», до складу якого приєднався влітку 2007 року за 10 млн євро, після того як «Боруссія» покинула Бундеслігу. Проте, Марсель відіграв за мюнхенський клуб лише один сезон, так і не здобувши місця в основному складі. За цей час виборов титул чемпіона Німеччини та став володарем Кубка Німеччини.
До складу клубу «Гамбург» приєднався 28 серпня 2008 року з 8 млн євро. За 7 сезонів встиг відіграти за гамбурзький клуб 152 матчі в національному чемпіонаті, після чого влітку 2015 року «Гамбург» вирішив не продовжувати контракт з гравцем.
Будучи вільним агентом, Янсен не захотів переходити в інший клуб і оголосив про завершення ігрової кар'єри у віці 29 років.
|                 | Рішення важке, але я його прийняв. Я хочу грати для вболівальників, і в моєму житті всього три клуби, яким я можу себе присвятити — «Боруссії» (Менхенгладбах), «Баварії» і «Гамбургу». Я не буду брехати вболівальникам, не зможу цілувати їх емблему і викладатися на всі 100% протягом ще 2-3 сезонів, тому що інші команди мені нецікаві. У мене були хороші пропозиції від «Евертона» і «Бенфіки», але це не моє. В останні роки боротьби за виживання у мене був великий емоційний зв'язок з «Гамбургом». Я хочу жити в цьому місті і далі |
| — Марсель Янсен | |

## Виступи за збірні
Протягом 2004–2005 років залучався до складу молодіжної збірної Німеччини, разом з якою був учасником молодіжному чемпіонаті світу 2005 року. Всього на молодіжному рівні зіграв у 4 офіційних матчах, забив 1 гол.
3 вересня 2005 року дебютував в офіційних матчах у складі національної збірної Німеччини в товариській грі проти збірної Словаччини, яка завершилася поразкою німців з рахунком 0-2.
У складі збірної був учасником чемпіонату світу 2006 року у Німеччині, на якому команда здобула бронзові нагороди, чемпіонату Європи 2008 року в Австрії та Швейцарії, де разом з командою здобув «срібло», та чемпіонату світу 2010 року у ПАР, на якому команда знову здобула бронзові нагороди.
Протягом кар'єри у національній команді, яка тривала 10 років, провів у формі головної команди країни 45 матчів, забивши 3 голи.

## Статистика виступів

### Статистика клубних виступів

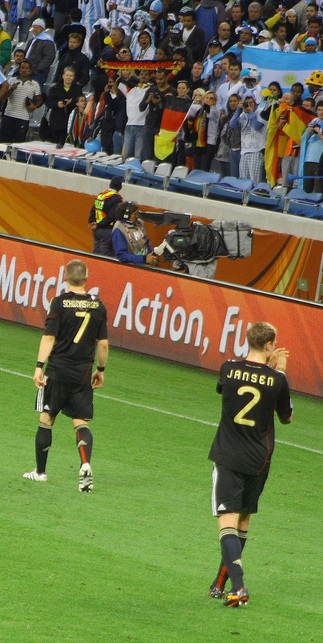
Марсель Янсен (праворуч) та Бастіан Швайнштайгер на ЧС-2010. 3 липня 2010 року.

| Сезон                | Команда                    | Чемпіонат            | Чемпіонат | Чемпіонат | Національний кубок | Національний кубок | Національний кубок | Єврокубки | Єврокубки | Єврокубки | Усього | Усього |
| Сезон                | Команда                    | Ліга                 | Ігор      | Голів     | Ліга               | Ігор               | Голів              | Ліга      | Ігор      | Голів     | Ігор   | Голів  |
| -------------------- | -------------------------- | -------------------- | --------- | --------- | ------------------ | ------------------ | ------------------ | --------- | --------- | --------- | ------ | ------ |
| 2004-05              | «Боруссія» (Менхенгладбах) | БЛ                   | 18        | 1         | —                  | —                  | —                  | —         | —         | —         | 18     | 1      |
| 2005-06              | «Боруссія» (Менхенгладбах) | БЛ                   | 32        | 3         | КН                 | 1                  | 0                  | —         | —         | —         | 33     | 3      |
| 2006-07              | «Боруссія» (Менхенгладбах) | БЛ                   | 23        | 1         | КН                 | 1                  | 0                  | —         | —         | —         | 24     | 1      |
| Усього за «Боруссію» | Усього за «Боруссію»       | Усього за «Боруссію» | 73        | 5         |                    | 2                  | 0                  |           |           |           | 75     | 5      |
| 2007-08              | «Баварія»                  | БЛ                   | 17        | 0         | КН+КЛ              | 3+3                | 0+0                | КУЄФА     | 10        | 0         | 33     | 0      |
| 2008-09              | «Гамбург»                  | БЛ                   | 25        | 3         | КН                 | 4                  | 0                  | КУЄФА     | 11        | 1         | 40     | 4      |
| 2009-10              | «Гамбург»                  | БЛ                   | 18        | 6         | КН                 | 11                 | 0                  | ЛЄ        | 18        | 3         | 27     | 9      |
| 2010-11              | «Гамбург»                  | БЛ                   | 16        | 2         | КН                 | 1                  | 0                  | —         | —         | —         | 17     | 2      |
| 2011–12              | «Гамбург»                  | БЛ                   | 29        | 5         | КН                 | 2                  | 0                  | —         | —         | —         | 31     | 5      |
| 2012–13              | «Гамбург»                  | БЛ                   | 28        | 1         | КН                 | 1                  | 0                  | —         | —         | —         | 29     | 1      |
| 2013–14              | «Гамбург»                  | БЛ                   | 21+2      | 1+0       | КН                 | 4                  | 0                  | —         | —         | —         | 27     | 1      |
| 2014–15              | «Гамбург»                  | БЛ                   | 15        | 2         | КН                 | 1                  | 0                  | —         | —         | —         | 16     | 2      |
| Усього за «Гамбург»  | Усього за «Гамбург»        | Усього за «Гамбург»  | 152+2     | 20+0      |                    | 14                 | 0                  |           | 19        | 4         | 187    | 24     |
| Усього за кар'єру    | Усього за кар'єру          | Усього за кар'єру    | 257+2     | 29+0      |                    | 22                 | 0                  |           | 29        | 4         | 310    | 33     |

### Статистика виступів за збірну
| Дата       | Місто          | Господарі   | Результат | Гості       | Турнір                    | Голи | Примітки    |
| ---------- | -------------- | ----------- | --------- | ----------- | ------------------------- | ---- | ----------- |
| 03/09/2005 | Братислава     | Словаччина  | 2 – 0     | Німеччина   | товариський матч          | -    |             |
| 07/09/2005 | Бремен         | Німеччина   | 4 – 2     | ПАР         | товариський матч          | -    |             |
| 08/10/2005 | Стамбул        | Туреччина   | 2 – 1     | Німеччина   | товариський матч          | -    |             |
| 12/11/2005 | Париж          | Франція     | 0 – 0     | Німеччина   | товариський матч          | -    |             |
| 27/05/2006 | Фрайбург       | Німеччина   | 7 – 0     | Люксембург  | товариський матч          | -    |             |
| 30/05/2006 | Леверкузен     | Німеччина   | 2 – 2     | Японія      | товариський матч          | -    |             |
| 02/06/2006 | Менхенгладбах  | Німеччина   | 3 – 0     | Колумбія    | товариський матч          | -    |             |
| 08/07/2006 | Штутгарт       | Німеччина   | 3 – 1     | Португалія  | ЧС 2006 - матч за 3 місце | -    | Третє місце |
| 16/08/2006 | Мюнхен         | Німеччина   | 3 – 0     | Швеція      | товариський матч          | -    |             |
| 02/09/2006 | Штутгарт       | Німеччина   | 1 – 0     | Ірландія    | Відбір до ЧЄ 2008         | -    |             |
| 06/09/2006 | Серравалле     | Сан-Марино  | 0 – 13    | Німеччина   | Відбір до ЧЄ 2008         | -    |             |
| 07/02/2007 | Дюссельдорф    | Німеччина   | 3 – 1     | Швейцарія   | товариський матч          | -    |             |
| 24/03/2007 | Прага          | Чехія       | 1 – 2     | Німеччина   | Відбір до ЧЄ 2008         | -    |             |
| 28/03/2007 | Дуйсбург       | Німеччина   | 0 – 1     | Данія       | товариський матч          | -    |             |
| 02/06/2007 | Нюрнберг       | Німеччина   | 6 – 0     | Сан-Марино  | Відбір до ЧЄ 2008         | 1    |             |
| 06/06/2007 | Гамбург        | Німеччина   | 2 – 1     | Словаччина  | Відбір до ЧЄ 2008         | -    |             |
| 08/09/2007 | Кардіфф        | Уельс       | 0 – 2     | Німеччина   | Відбір до ЧЄ 2008         | -    |             |
| 12/09/2007 | Кельн          | Німеччина   | 3 – 1     | Румунія     | товариський матч          | -    |             |
| 13/10/2007 | Дублін         | Ірландія    | 0 – 0     | Німеччина   | Відбір до ЧЄ 2008         | -    |             |
| 17/10/2007 | Мюнхен         | Німеччина   | 0 – 3     | Чехія       | Відбір до ЧЄ 2008         | -    |             |
| 26/03/2008 | Базель         | Швейцарія   | 0 – 4     | Німеччина   | товариський матч          | -    |             |
| 31/05/2008 | Гельзенкірхен  | Німеччина   | 2 – 1     | Сербія      | товариський матч          | -    |             |
| 08/06/2008 | Клагенфурт     | Німеччина   | 2 – 0     | Польща      | ЧЄ 2008 - груповий етап   | -    |             |
| 12/06/2008 | Клагенфурт     | Хорватія    | 2 – 1     | Німеччина   | ЧЄ 2008 - груповий етап   | -    |             |
| 19/06/2008 | Базель         | Португалія  | 2 – 3     | Німеччина   | ЧЄ 2008 - чвертьфінал     | -    |             |
| 25/06/2008 | Базель         | Німеччина   | 3 – 2     | Туреччина   | ЧЄ 2008 - півфінал        | -    |             |
| 29/06/2008 | Відень         | Німеччина   | 0 – 1     | Іспанія     | ЧЄ 2008 - Фінал           | -    | Друге місце |
| 20/08/2008 | Нюрнберг       | Німеччина   | 2 – 0     | Бельгія     | товариський матч          | -    |             |
| 28/03/2009 | Лейпциг        | Німеччина   | 4 – 0     | Ліхтенштейн | Відбір до ЧС 2010         | 1    |             |
| 12/08/2009 | Баку           | Азербайджан | 0 – 2     | Німеччина   | Відбір до ЧС 2010         | -    |             |
| 29/05/2010 | Будапешт       | Угорщина    | 0 – 3     | Німеччина   | товариський матч          | -    |             |
| 23/06/2010 | Йоганнесбург   | Гана        | 0 – 1     | Німеччина   | ЧС 2010 - груповий етап   | -    |             |
| 03/07/2010 | Кейптаун       | Аргентина   | 0 – 4     | Німеччина   | ЧС 2010 - чвертьфінал     | -    |             |
| 07/07/2010 | Дурбан         | Німеччина   | 0 – 1     | Іспанія     | ЧС 2010 - півфінал        | -    |             |
| 10/07/2010 | Порт-Елізабет  | Уругвай     | 2 – 3     | Німеччина   | ЧС 2010 - матч за 3 місце | -    | Третє місце |
| 03-09-2010 | Брюссель       | Бельгія     | 0 – 1     | Німеччина   | Відбір до ЧЄ 2012         | -    | 46'         |
| 26-03-2013 | Нюрнберг       | Німеччина   | 4 – 1     | Казахстан   | Відбір до ЧС 2014         | -    | 90+1'       |
| 29-05-2013 | Бока-Ратон     | Німеччина   | 4 – 2     | Еквадор     | товариський матч          | -    |             |
| 02-06-2013 | Вашингтон      | США         | 4 – 3     | Німеччина   | товариський матч          | -    | 46'         |
| 14-08-2013 | Кайзерслаутерн | Німеччина   | 3 – 3     | Парагвай    | товариський матч          | -    | 81'         |
| 11-10-2013 | Берлін         | Німеччина   | 3 – 0     | Ірландія    | Відбір до ЧС 2014         | -    |             |
| 15-10-2013 | Стокгольм      | Швеція      | 3 – 5     | Німеччина   | Відбір до ЧС 2014         | -    |             |
| 15-11-2013 | Турин          | Італія      | 1 – 1     | Німеччина   | товариський матч          | -    |             |
| 19-11-2013 | Лондон         | Англія      | 0 – 1     | Німеччина   | товариський матч          | -    | 46'         |
| 05-03-2014 | Штутгарт       | Німеччина   | 1 – 0     | Чилі        | товариський матч          | -    | 24'         |
| Усього     |                | Матчів      | 45        |             | Голів                     | 3    |             |

## Досягнення
- Чемпіон Німеччини:

«Баварія»: 2007-08
- Володар Кубка Німеччини:

«Баварія»: 2007-08
- Володар Кубка німецької ліги:

«Баварія»: 2007
- Бронзовий призер чемпіонату світу: 2006, 2010
- Віце-чемпіон Європи: 2008